# Вільям Генрі Вейдінгтон
Вільям Генрі Ваддінгтон (французька транскрипція Війан-Анрі Вадденгтон — фр. William Henry Waddington; 11 грудня 1826, департамент Ер і Луар — 13 січня 1894, Париж
) — французький вчений, політик і державний діяч, очолював кабінет міністрів Франції з 4 лютого до 29 грудня 1879 року.

## Біографія
Вільям Генрі Ваддінгтон народився в 1826 році в Сен-Ремі-сюр-Авр в родині англійських підданих. Ваддінгтон здобув освіту в Кембриджському університеті. Після повернення до Франції отримав французьке громадянство.
Фінансове становище цілком дозволяло Вільяму присвятити себе своїм улюбленим заняттям — вивченню грецької мови, нумізматиці, подорожам, переважно на Схід. Його вчені праці дозволили йому в 1869 році здобути звання академіка.
У 1871 році Ваддінгтон був обраний (від департаменту Ени) до Національних зборів. Тут він належав спочатку до правого центру, вотував Амністію, потім зайняв місце в Лівому центрі і дотримувався консервативно-республіканської політики Тьєра, що доручив йому 18 травня 1873 портфель міністра народної освіти. Цей пост Вільям займав лише шість днів, оскільки вже 24 травня Тьєр склав із себе звання президента республіки. У 1876 Вільям Генрі Ваддінгтон знову був обраний в Сенат Франції від департаменту Ени.
14 грудня 1877 він був призначений на посаду міністра закордонних справ у кабміні Жуля Армана Дюфора, внаслідок чого був призначений уповноваженим Франції на Берлінському конгресі 1878 року.

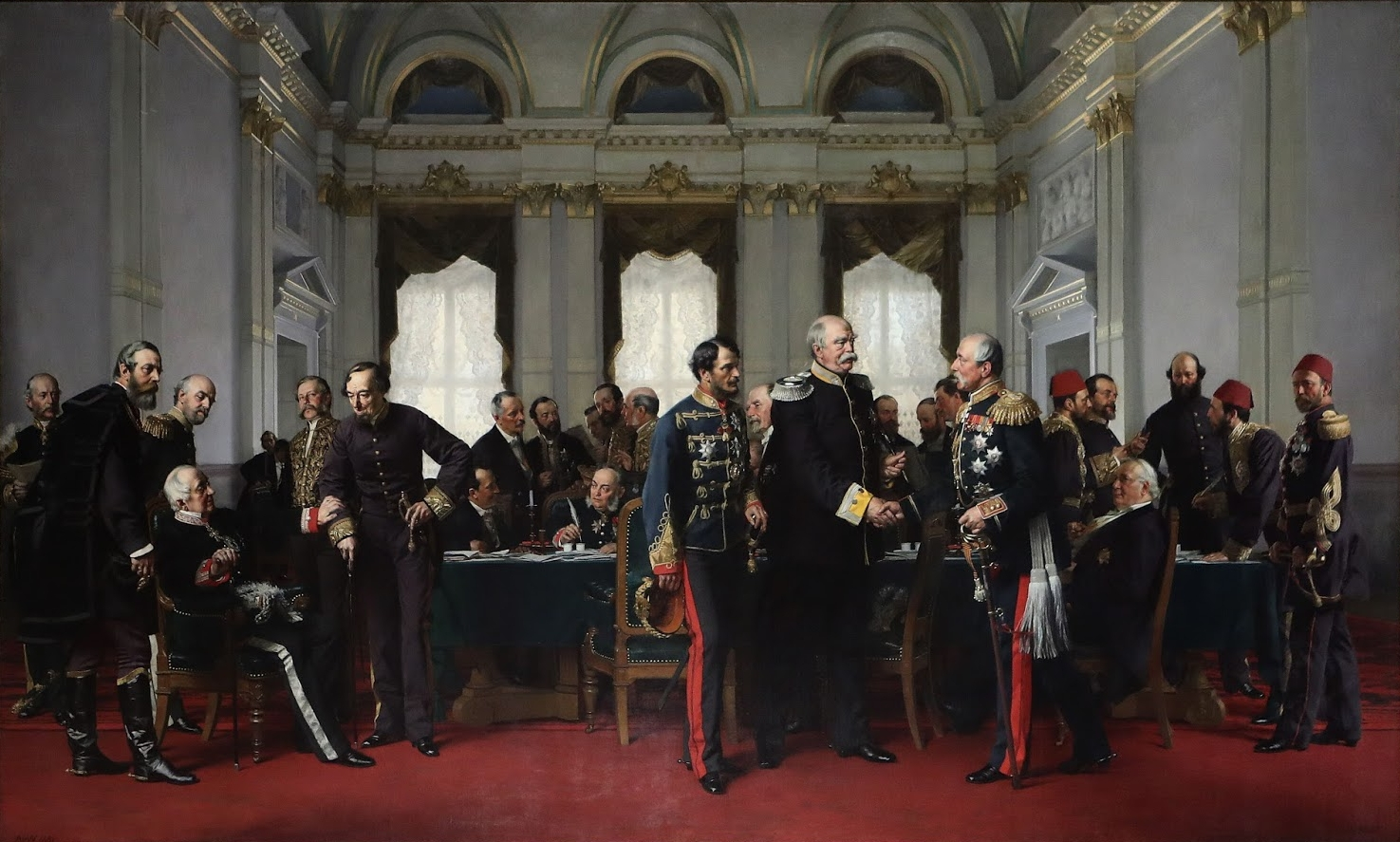
Ваддінгтон на Берлінському конгресі

Після відходу прем'єра Дюфора у відставку 4 лютого 1879, Ваддінгтон був призначений президентом ради міністрів.
21 грудня 1879 Ваддінгтон подав у відставку через розбіжності з гамбеттистською партією в питаннях про звільнення чиновників та амністії. Пропозиція про запровадження системи виборів за списками зазнала в Сенаті в 1881 різкої критики Ваддінгтона, який вбачав у цій мірі перехід до «цезаристської» республіки.
У 1883 був призначений французьким послом при англійському дворі і на Лондонській конференції того ж року з великою наполегливістю захищав французькі інтереси в Єгипті.
Помер 13 січня 1894 року у Парижі.